# Erste Schlacht um Gaza
1915: Suezkanal
1916: Romani – Magdhaba
1917: Rafah – Gaza (1) – Gaza (2) – Patt an der Palästinafront – Beerscheba – Tel el Khuweilfeh – Gaza (3) – El Mughar – Jerusalem
1918: Jericho – Tell ’Asur – Jordan (1) – Jordan (2) – Abu Tellul – Megiddo
Bei der Ersten Schlacht um Gaza versuchten britische, australische und neuseeländische Truppen am 26. März 1917 erfolglos, die strategisch wichtige Stadt Gaza zu erobern. Die Schlacht war Teil des Palästinafeldzugs der Entente, in dem ihre Streitkräfte bis Anfang 1917 den Sinai erobert hatten.

## Hintergrund
Während des Ersten Weltkriegs standen sich die Entente und das Osmanische Reich am Sinai und in Mesopotamien gegenüber. Der Egyptian Expeditionary Force war es im Januar 1917 gelungen, mit der Schlacht von Rafah die Eroberung des Sinai abzuschließen. Das Kriegskabinett befahl nach dem Gefecht verteidigende Operationen. Die EEF bereitete sich jedoch durch den Bau einer Eisenbahnlinie durch den Sinai Richtung Gaza und das Heranführen von Munition und Vorräten auf eine erneute Offensive vor. Im März 1917 fiel Bagdad an die Briten. Dies und der Kriegseintritt der USA bewogen das Kriegskabinett, die Offensive an der Palästinafront fortzusetzen.
Der britische Befehlshaber Archibald Murray verfügte über 12.000 Kavalleristen der Anzac Mounted Division, 11.000 Mann Infanterie sowie nochmals 8000 Infanteristen in Reserve. Die britische Stellungen waren mit dem Bau der Sinai-Bahn an Chan Junis rund 20 Kilometer südlich von Gaza herangerückt. Die Verteidiger des Osmanischen Heeres verfügten über 4000 Infanteristen in der Stadt selbst und 15.000 Mann Reserven im Hinterland von Gaza. Murrays Kriegsplan sah eine Einschließung der Stadt durch die Kavallerie von Norden, Osten und Südosten vor. Die Infanterie sollte dann in einem Generalangriff von Süden die Stadt nehmen.
Von Gaza führt parallel zur Meeresküste eine etwa 70 km lange Straße nördlich nach Jaffa, während ein nach Südosten führender Weg Gaza mit dem etwa 40 km entfernten Beerscheba verbindet. Halbwegs zwischen beiden Orten ist Tell Scheria gelegen. Beerscheba war zugleich die Ausfallspforte für einen etwa aus der Verteidigungsstellung beabsichtigten türkischen Angriff. Von Berscheba führt in ungefähr nördlicher Richtung die Straße über Hebron nach Jerusalem. Folglich musste die nächste englische Offensive gegen Südpalästina mit der Einnahme von Gaza und Beerscheba beginnen. Am 20. März verlegte Dobell sein Hauptquartier von El Arisch nach Rafah.

## Verlauf

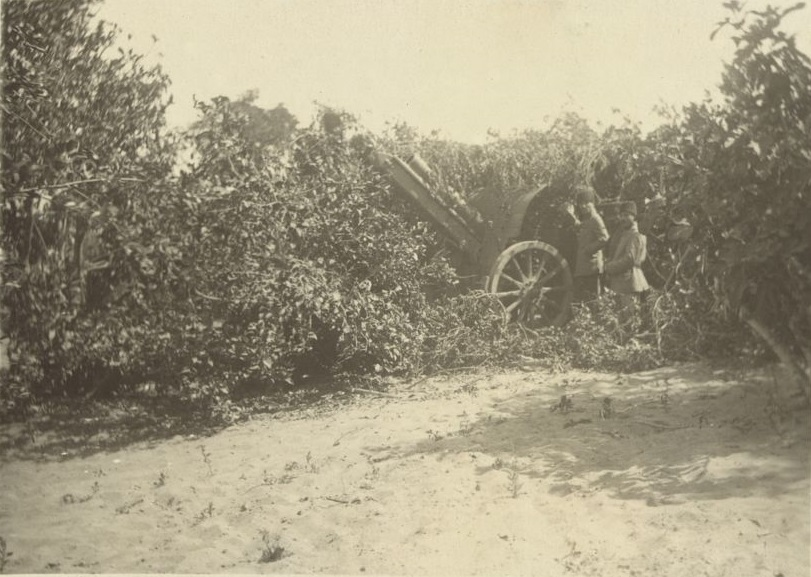
Osmanisches Artilleriegeschütz und Bedienung bei Gaza.

Obwohl General Murray die Verantwortung für die Schlacht an General Dobell delegierte, setzte er die Angriffsziele fest. Zunächst sei im Osten der Stadt eine Linie entlang des Wadi Ghuzzee zu erreichen um die Eisenbahnlinie zu decken und einen Rückzug der Verteidiger zu verhindern, dann sollte Gaza samt seiner Besatzung durch einen raschen Zugriff eingenommen werden. 
Am Morgen des 26. März griffen drei berittene Divisionen und eine Infanteriedivision der Desert Column (General Philipp Chetwode) die von den Türken erst flüchtig befestigten Höhen südlich Gaza an. Die 53. (Welsh) Division rückte ab 1:00 Uhr nachts in vier Kolonnen aus Deir el Belah in Richtung El Breij aus, gefolgt von der Artillerie. Um 2:30 Uhr verließ die ANZAC Mounted Division (Generalmajor Harry Chauvel) Deir el Belah, gefolgt von der Imperial Mounted Division (Generalmajor Henry West Hodgson), die um 3:00 Uhr abrückte, und zur Jerrar-Überquerung des Wadi Ghazze, 7,2 km östlich von Deir el Belah marschierte. Ein Detachement unter Oberstleutnant N. Money sollte an der Küste die Wadi-Mündung überqueren und eine Position in den Sanddünen zwischen der Rafah-Gaza-Straße und dem Meer einnehmen, um die Aufmerksamkeit der dortigen osmanischen Verteidiger abzulenken. Andere Einheiten der Eastern Force die in Rafah blieben, sollten die Kommunikationslinien, den Übergang Wadi el Arisch und Chan Yunis vor einem gegnerischen Angriff auf der rechten Flanke schützen.
Während die 2. und 3. Light Horse Brigade die Stadt Gaza im Osten umging und im Norden umschloss, erfolgte der Hauptangriff auf die Stadt und den Ali Muntar-Hügel von Süden her durch Infanterie der 158., 159. und 160. Brigade der 53. (Welsch) Division (Generalmajor Alister Grant Dallas), unterstützt von der 162. Brigade der 54. (East Anglian) Division. Während des Vormarsches der leichten Reiterei in den Raum nördlich von Gaza wurde der türkische General, der für die Verteidigung des Gazastreifens verantwortlich war, gefangen genommen.
Bis zum Vormittag konnte die New Zealand Mounted Rifles Brigade die Einschließung um die Stadt vollenden. Die Artillerie der Entente-Streitkräfte bombardierte ab Mittag die 40.000-Einwohner-Stadt.
Die 53. (walisische) Division hatte bis 13:00 Uhr keine Fortschritte gemacht und wurde durch starke Verteidigungsanlagen aufgehalten. General Chauvel hatte hingegen seine Konzentration innerhalb einer Stunde abgeschlossen. Die berittene ANZAC-Division wurde um 15:15 Uhr angewiesen, sich auf einen abgesessenen Angriff vorzubereiten. Dann erreichte letztere Division im Nahkampf und unter Einsatz ihrer Bajonette die Außenbezirke der Stadt. Während des Angriffs wurde die Imperial Mounted Division (Generalmajor H. W. Hodgson) damit beauftragt, im Osten einen Schutzwall zu bilden und den Infanterieangriff vor türkischen Verstärkungen zu decken. Die 3. Light Horse Brigade (Brigadegeneral John Robinson Royston) wurde am frühen Nachmittag von der Imperial Mounted Division abgezogen, um den Angriff der Anzac Mounted Division im Nordwesten der Stadt, um El Meshaheran und El Mineh, zu verstärken. Als später der leichte Schutzwall im Osten durch osmanische Verstärkungen angegriffen wurde, wurden das 8. und 9. Light Horse Regiment zurückgeschickt und sicherten einige der Anhöhen im Nordwesten, was zur Stabilisierung der Linie um Hügel 405 beitrug. Die New Zealand Rifles (Generalmajor Edward Chaytor) und die 2. Light Horse Brigade (Brigadegeneral Granville De Laure Ryrie) drangen derweil von Norden in die Stadt ein. Am späten Nachmittag befanden sich die osmanischen Verteidiger im vollen Rückzug, trotzdem einigten sich um 18:00 Uhr Generalleutnant Dobell und Chetwode darauf, den Angriff gegen Einbruch der Dunkelheit abzubrechen, da sie der Ansicht waren, dass keine Fortschritte erzielt wurden und die türkische Verstärkung eine drohende Gefahr darstellte. Chetwode hatte seine vorgeschobenen Truppen bereits den Befehl gegeben, über das Wadi Ghuzzeh zurückzugehen, als ein Bericht von General Dallas eintraf, dass die 53. Division gerade die verlorene Höhe von Ali Muntar wieder besetzt hatte. Kurz darauf wurde er über die Eroberung des gesamten Bergrückens informiert, doch Chetwodes Rückzug wurde nicht mehr abgebrochen. General Dobell hatte aus Angst vor weiteren türkischen Verstärkungen und noch größeren Verlusten der eigenen Truppen den Rückzugsbefehl erteilt, der für die kämpfende Truppe auf beiden Seiten überraschend kam.

## Folgen

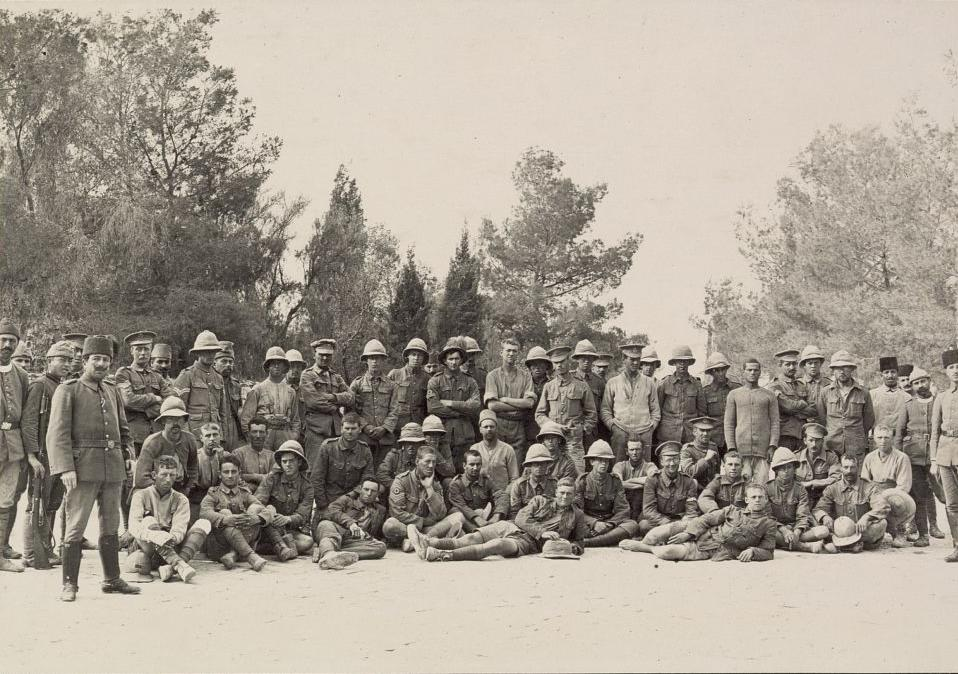
Britische Gefangene und ihre osmanischen Bewacher.

Die Verluste der Briten überstiegen die Verluste der Osmanischen Streitkräfte. Die Entente-Streitkräfte verloren 3967 Mann, davon dreiviertel bei der Infanterie. Das osmanische Heer verzeichnete 2447 Verluste. General Murray verbreitete nach der Schlacht die Ansicht, das Gefecht sei ein Sieg gewesen, und gab gegenüber der Presse falsche Verlustzahlen für die Osmanen von 6000 bis 7000 Toten heraus, die auch abgedruckt wurden. Sein weiterer Misserfolg in der Zweiten Schlacht um Gaza im April 1917 führte zu seiner Ersetzung durch General Allenby. Gaza wurde in der Dritten Schlacht von Gaza im November 1917 von der Entente erobert.